# Hosjö

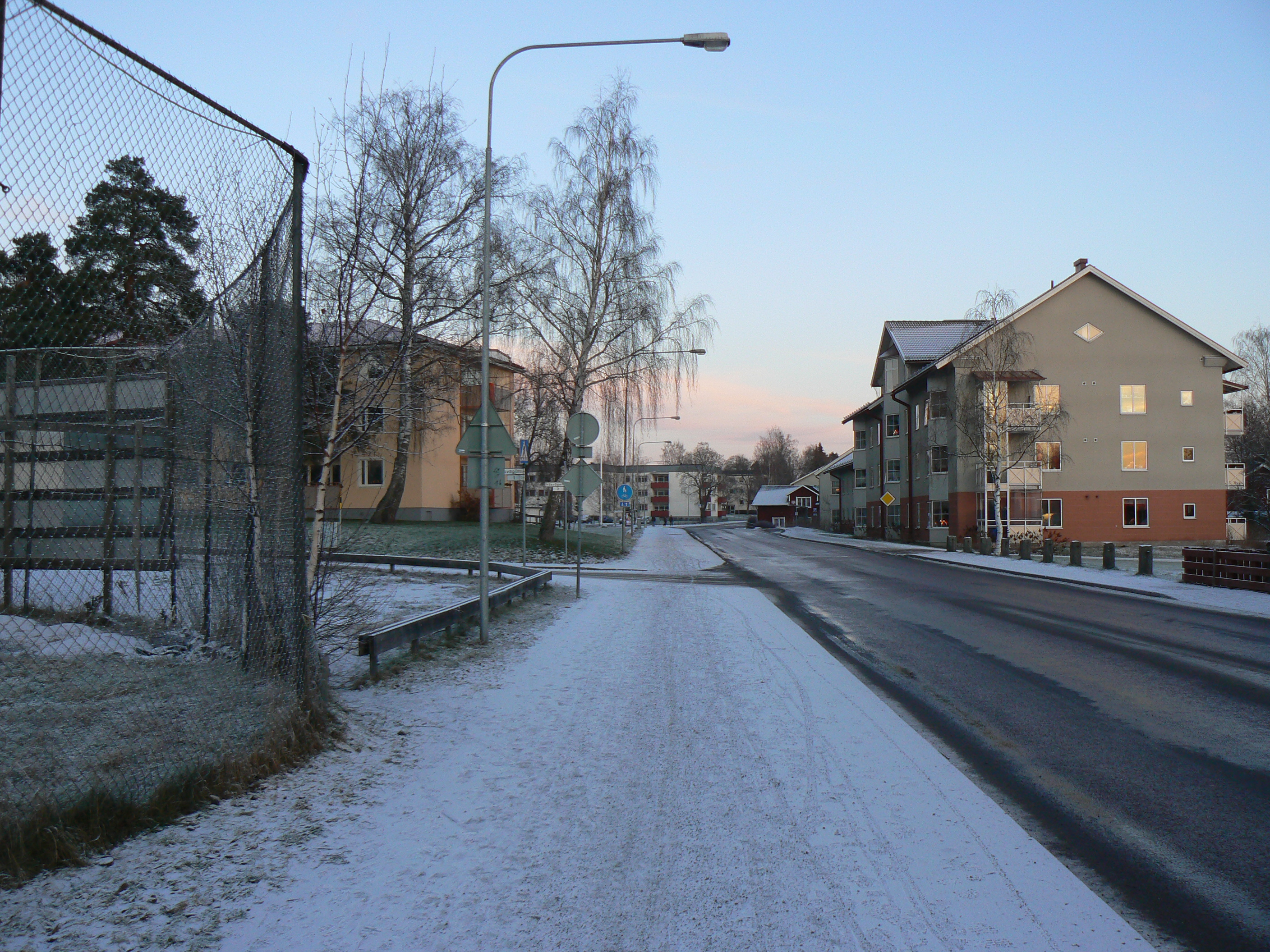
Centralvägen

Hosjö (ˈhuːɧø) je předměstí ve Falunu ve Švédsku. Tvoří nejvýchodnější část města a skládá se zejména z domů a bytů. V Hosjö se nachází obchod s potravinami, tisková agentura, škola, školky, čerpací stanice, pizzerie a několik sportovních zařízení. Tato farnost se již dříve odpoutala od staré farnosti Viky a má zhruba 3 000 obyvatel. Kostel Hosjö (dříve kaple Hosjö) je červený, jde o dřevěný kostel, který byl dokončen roku 1663 díky dobrovolné práci a dotací obyvatel v Hosjö. Hosjö je především místem, kde lidé žijí, takže cestování do jiných předměstí Falu je běžné. Předměstí je umístěno mezi dvěma jezery, Hosjön a Runn a může být také rozděleno do různých oblastí jako Hosjöstrand, Backberget, centrální Hosjö, Uddnas, Karlslund, Skutudden, a Hosjöholmen.